# Aulago
Aulago es una localidad y pedanía española perteneciente al municipio de Gérgal, en la provincia de Almería, comunidad autónoma de Andalucía. Está situada en la parte central de la comarca de Los Filabres-Tabernas. Cerca de esta localidad se encuentran los núcleos de La Estación, Las Alcubillas, Las Alcubillas Altas, Gérgal capital y Nacimiento.
Aulago se enmarca en plena sierra de los Filabres, a la falda del Observatorio Astronómico de Calar Alto. Además, está cruzado por la Vereda del Camino de Aulago a Baza, que actualmente no se encuentra deslindada, y que comunica la cañada real de Levante a Poniente con el núcleo urbano de Baza, en Granada.

## Demografía
Según el Instituto Nacional de Estadística de España, en el año 2024 Aulago contaba con 74 habitantes censados, lo que representa el 6,21% de la población total del municipio.

### Evolución de la población
| Gráfica de evolución demográfica de Aulago entre 2014 y 2024 |
|                                                              |
| Datos según el nomenclátor publicado por el INE.             |

## Comunicaciones

### Carreteras
Cerca de esta pedanía pasa la autovía A-92, cuya salida 358 se denomina "Las Alcubillas, Aulago, Calar Alto".
Las principales vías de comunicación que transcurren junto a la localidad son:
| Identificador | Denominación                          | Itinerario           |
| ------------- | ------------------------------------- | -------------------- |
| A-92          | Autovía A-92                          | Sevilla - Almería    |
| AL-4404       | De la A-92 a El Calar Alto por Aulago | A-92 - El Calar Alto |

Algunas distancias entre Aulago y otras ciudades:
| Ciudades | Distancia (km) |
| -------- | -------------- |
| Gérgal   | 12             |
| Tabernas | 33             |
| Almería  | 49             |
| Granada  | 123            |
| Jaén     | 179            |
| Murcia   | 224            |

## Servicios públicos

### Sanidad
Aulago pertenece a la zona básica de salud de Río Nacimiento, con sede en Abla, en el distrito sanitario de Almería. El pueblo cuenta con un consultorio médico auxiliar.

## Cultura

### Fiestas
Sus fiestas populares se celebran cada año el primer fin de semana de octubre en honor a los patrones de la localidad, San Francisco de Asís y San Antonio de Padua.
En junio también se celebra una romería en honor de San Antonio.